# Bałabyne
Bałabyne (ukr. Балабине) – osiedle typu miejskiego na Ukrainie w rejonie zaporoskim obwodu zaporoskiego.

## Historia
Status osiedla typu miejskiego posiada od 1938.
W 1989 liczyła 6187 mieszkańców.
W 2013 liczyła 6166 mieszkańców.